# Lepidochelys
Lepidochelys és un gènere de tortugues marines format per dues espècies.

## Taxonomia
- Tortuga bec de lloro (Lepidochelys kempii)
- Tortuga olivàcia (Lepidochelys olivacea)